# С оговоркой
С оговоркой (фр. Sous bénéfice d’inventaire — При условии проверки) — сборник эссе французской писательницы Маргерит Юрсенар, изданный в 1962 парижским издательством Галлимар (второе издание, дополненное эссе о Сельме Лагерлёф, вышло в 1978).

## Общие сведения
В сборник вошли семь очерков, написанных в 1939—1975.
- Лики истории в Истории Августов (Les visages de l’Histoire dans l’Histoire Auguste, 1958)
- Трагические поэмы Агриппы д’Обинье (Les tragiques d’Agrippa d’Aubigné, 1960)
- Ах, мой прекрасный замок (Ah, mon beau château, 1956, 1961)
- Мрачный ум Пиранези (Le cerveau noir de Piranèse, 1959—1961)
- Сельма Лагерлёф, эпическая сказительница (Selma Lagerlöf, conteuse épique, 1975)
- Критический очерк о Константине Кавафи (Présentation critique de Constantin Cavafy, 1939, 1953)
- Гуманизм и герметизм у Томаса Манна (Humanisme et hermétisme chez Thomas Mann, 1955, 1956)

Для эссе Юрсенар характерна такая же тщательная отделка, как и для её романов. По её собственным словам, «Нет ничего более утомительного, чем писать эссе. Надо все проверить, все перечитать, как если бы ты ничего не знал. Знание никогда не может быть слишком глубоким. Если ты вообще им обладаешь». Эссе о Томасе Манне переписывалось три раза. Первоначально оно было написано как заметка для сборника в честь Томаса Манна, затем переписано в виде очерка для американского журнала, и только в третьей редакции приняло окончательный вид. Для создания очерка о замке Шенонсо писательнице пришлось «погрузиться в архивы» на целый год.

## Лики истории в Истории Августов
Очерк о «Писателях истории Августов» — важном источнике по истории правления Антонинов и эпохе солдатских императоров. Юрсенар анализирует стиль и метод этого весьма посредственного сочинения нескольких авторов (или одного, скрывавшегося за несколькими псевдонимами), написанного между концом III и концом IV веков. Значительно уступающее Тациту и даже Светонию, «История Августов» именно благодаря своей посредственности оказывается пропитана жестокостью, грязью и «внушающим ужас человечьим духом» настолько, что читается с захватывающим интересом, и волнует так же сильно, как и писания серьёзных историков. Будучи явным свидетельством интеллектуального упадка и культурного вырождения, эта книга заставляет проводить грустные параллели с нашей современностью.

История Августов — печальный калейдоскоп плохо усвоенных уроков, провалившихся экспериментов, ошибок, которых нередко можно было избежать, но которых не избежали ни разу (…) На излете XIX века Рим периода упадка ассоциировался с образами патрициев в венках из роз, которые возлежат, опершись на подушки или на прекрасных дев, или, как грезилось Верлену, в томлении слагают акростих, созерцая приход белокожих великанов-варваров. Нам лучше известно, как наступает конец цивилизации. Дело не в злоупотреблениях, пороках и преступлениях — они свойственны всем временам, и невозможно доказать, будто Аврелиан превосходил жестокостью Октавия или будто при Дидии Юлиане коррупция в Риме усилилась по сравнению с эпохой Суллы. Умирают от болезней более характерных, более сложных, более затяжных (…) Но мы уже научены распознавать симптомы: это гигантомания — нездоровая имитация роста; расточительность — способ убедить в реальности давно растраченных богатств; изобилие, при первых признаках кризиса внезапно сменяемое голодом; развлечения, санкционированные свыше; атмосфера инерции и страха, авторитаризма и анархии; напыщенные апелляции к великому прошлому, меж тем как в настоящем царят посредственность и хаос; паллиативы реформ и приступы добродетели, всегда принимающие форму чисток; тяга к сенсациям — и в итоге торжество принципа «чем хуже, тем лучше»; малое число гениев, лишенных поддержки, затерянных в толпе грубых проныр, жестоких безумцев, честных простаков и бессильных мудрецов. В Истории Августов современный читатель у себя дома.— Юрсенар, с. 31

## Трагические поэмы Агриппы д’Обинье
Самое значительное произведение Агриппы д’Обинье, знаменитого поэта французского Ренессанса, соратника Генриха IV. Местами очень сильное, но большей частью монотонно-риторическое стихотворное повествование о бедах и страданиях Франции эпохи религиозных войн. По мнению Юрсенар, «великое произведение, быть может, не шедевр, а восхитительный набросок большой религиозной эпопеи, которая, будь Франции дано её иметь, расположилась бы где-то между поэмами Данте и Мильтона».

## Ах, мой прекрасный замок
История замка Шенонсо в Турени, показанная через судьбы его обитателей (среди них были четыре королевы Франции и одна королева Марго) и гостей XVI—XIX веков — своеобразный срез французской жизни на протяжении нескольких поколений. Перестроенный семьей Бойе, крупными финансистами эпохи Франциска I, купившими поместье обедневшего дворянина, Шенонсо был конфискован королём у проворовавшегося откупщика Антуана Бойе, бежавшего в Венецию. Позднее он был передан Генрихом II своей любовнице Диане де Пуатье. Опытная аферистка не хотела иметь дело с конфискованным имуществом, и были организованы торги, на которых она купила замок (на деньги, предоставленные казной). После трагической гибели короля Екатерина Медичи заставила бывшую фаворитку продать замок, и устроила там одну из своих резиденций. В Шенонсо жили её дети, а также Елизавета Австрийская и Мария Стюарт. В мае 1577 в замке состоялся знаменитый своей пышностью праздник с маскарадом в декорациях одного из учеников Приматиччо — пир во время гражданской войны — плавно переходящий в оргию. После смерти Екатерины и убийства Генриха III замок достался его вдове Луизе Лотарингской, преданно любившей этого не слишком достойного человека.

Но не было трогательнее скорби этой маленькой королевы, до конца оставшейся верной правителю, одними оплеванному, другими забытому. Луиза приказала обтянуть чёрным крепом весь первый этаж Шенонсо. Часовня, украшенная изображением умирающего Христа, была постоянно убрана для погребальной мессы. Потолки она распорядилась расписать печальными похоронными символами, модными в эпоху Возрождения: то были черепа, кости, заступы могильщиков и слезы, тысячи слез. (…) лишний раз убеждаешься, что эпоха, отчаянно любившая жизнь, умела и в смерти увидеть всю её поэзию, красоту и прикосновение к вечности.— Юрсенар, с. 69—70
Генрих IV вынудил Луизу передать замок своей любовнице — почти королеве — Габриели д’Эстре, но та умерла при родах, не успев вступить во владение. Шенонсо достался её детям — дому бастардов Вандомов, а в XVIII веке был куплен финансистами Дюпенами. Несколько лет в замке прислуживал «протеже, почти нахлебник», знаменитый позднее писатель Жан-Жак Руссо. Во время революции Шенонсо удалось спасти от погрома, так как он всегда был в частном владением и никогда не был собственностью французской короны. В XIX в. в замке гостили родственница хозяев Аврора Дюпен (Жорж Санд) и Флобер.

## Мрачный ум Пиранези
Этой цитатой из Виктора Гюго озаглавлено эссе о творчестве знаменитого венецианского архитектора и гравера XVIII века Джованни Баттиста Пиранези, влюбленного в архитектурные памятники Рима и посвятившего большую часть жизни стремлению запечатлеть античные сооружения, большей частью полуразрушенные (стремления благородного и не пропавшего даром — около трети того, что он успел зарисовать, к нашему времени уничтожено окончательно).
Другой сюжет Пиранези, гравюры «Воображаемых тюрем», виды колоссальных фантастических тюрем, которые он изобразил, «выпустив на свободу нечто из области подсознательного», не оцененные современниками, оказались созвучны тревожному настроению предреволюционной эпохи, и производили сильное впечатление на авторов готических романов (Хорас Уолпол, Уильям Бекфорд) и романтиков XIX века (Гюго, Де Квинси).

## Сельма Лагерлёф, эпическая сказительница
Юрсенар отдает Сельме Лагерлёф первое место среди романисток современности, ставя её вровень с Мурасаки Сикибу, и полагая, что среди писательниц XIX—XX веков «она одна постоянно достигает высот эпоса и мифа». Особый интерес у неё вызывает христианско-языческий синкретизм в творчестве Лагерлёф.

Мы противопоставляем язычество христианству едва ли не на самом примитивном уровне: за словом «языческий» нам мерещится сексуальная свобода Античности, которая в большой мере представляет собой плод нашего воображения, а под термином «христианский» мы очень часто имеем в виду просто рутинную религиозность, тесно связанную с общественными условностями и приличиями, — в ней нет места великим, истинно христианским добродетелям: милосердию, смирению, бедности, любви к Богу. На скандинавском Севере, ещё столь близком своей языческой эпохе, контраст проходит по другой линии. Языческий элемент воспринимается здесь в буквальном смысле слова «элемент», то есть как нечто стихийное: его присутствие благотворно или губительно, оно не подчиняется человеческим правилам, оно окружает нас со всех сторон, и мы можем вступить с ним в контакт, если не потеряли способности видеть невидимое в видимом.— Юрсенар, с. 130—131
Другой важный момент, привлекавший Юрсенар в произведениях шведской писательницы — сочувствие к животным. Юрсенар и сама неоднократно призывала к использованию менее жестоких способов забоя скота на бойнях.

В «Удивительном путешествии Нильса Хольгерсона», которое, несомненно, представляет собой роман воспитания, животные учат маленького человека осторожности, твердости, мужеству. (…) Два литературных шедевра, которые погружают человеческое дитя в примитивный мир, — «Книга Джунглей» и «Удивительное путешествие Нильса Хольгерсона», были созданы почти одновременно на подступах к веку, самым диким образом разграбившему и осквернившему природу, а тем самым и человека.— Юрсенар, с. 134

## Критический очерк о Константине Кавафи
В эссе о поэзии и творческом методе «одного из самых знаменитых новогреческих поэтов» Константиноса Кавафиса (произведения которого она переводила) Юрсенар основное внимание уделяет его историческим (в основном, на эллинистические сюжеты) и любовным (гомосексуально-эротическим) стихам. Обе эти темы были близки автору «Воспоминаний Адриана» и «Алексиса».

Каждое стихотворение Кавафиса — хроникальное (отважимся употребить этот эпитет); каждое стихотворение, историческое или на личные темы, оказывается в то же время дидактическим; эта поучительность, неожиданная у поэта нашего времени, и есть, быть может, самое смелое в его творчестве. Мы настолько привыкли считать мудрость осадком угасших страстей, что нам трудно распознать в ней страстность, самую твердую и чистую форму страстности — это не пепел, но золотые крупицы, рождённые из огня.— Юрсенар, с. 174

## Гуманизм и герметизм у Томаса Манна
В этом эссе анализируется влияние оккультных и эзотерических доктрин (алхимии и герметизма) на сумрачный германский гений одного из крупнейших прозаиков современности. В его творчестве Юрсенар «под прикрытием буржуазного реализма» находит мотивы инициации, стражей порога, чёрной и красной стадий Великого делания, рассматривает общий для неё и Манна интерес к теме инцеста и его магическому символизму (у Манна в «Крови Вёльсунгов», «Избраннике» и «Иосифе и его братьях»; у Юрсенар — в новелле «Anna, soror...»). Переходя к гуманизму, она уточняет, что имеется в виду не привычное избитое и навязшее в зубах значение этого термина, но амбивалентный гуманизм в шекспировском понимании — безграничные возможности человека, как шедевра божественного творения — возможности вознестись к совершенству или низвергнуться в сатанинскую бездну тотального распада.

Манн, несомненно, продвинулся дальше других в исследовании сокрытых в человеке сил и заключенной в них грозной и тайной опасности. Теперь, когда эти силы и связанная с ними опасность обрели для нас небывалую дотоле очевидность, мы, наверное, лучше подготовлены к тому, чтобы распознать у Манна эту тему, присутствующую в его романах инкогнито, в странном маскарадном платье, или, как гласит старинная формула герметизма, в сокровенном виде.— Юрсенар, с. 215
Содержание этого эссе, мрачный характер которого навеян воспоминаниями о печальной роли Германии в событиях первой половины XX века, перекликается с сюжетом романа Чёрная стадия (Философский камень), писавшегося в те же годы.